# 晶核 (游戏)
《晶核》英語：Crystal of atlan 是字节跳动子公司朝夕光年发行，VI-GAMES开发的动作角色扮演游戏，于2023年7月14日登陆Microsoft Windows、iOS、Android。游戏含有箱庭探索、魔导朋克元素和机制。游戏发生在虚构大陆“阿特兰”，格斗是其核心玩法之一。针对格斗，游戏设置了玩家对战和玩家对抗环境等玩法。
游戏采用虚幻4引擎开发，并使用了虚幻专用服务器和上海科技公司逐点半导体开发的的软件开发工具包。《晶核》于2021年8月首次公开，引发了部分媒体的关注。游戏的美术、用户界面设计和玩法获得以正面评价为主的反响。游戏取得了较高的流行度，发行首日，游戏获得中国大陆地区下载量第一的成绩，并被App Store的编辑团队选为了七月最佳游戏。

## 玩法

游戏截图

《晶核》是一款动作角色扮演游戏，其中部分媒体认为游戏属于二次元范畴，并将其与电子游戏《幻塔》、《原神》进行比较，但被开发者否定。游戏内包含格斗元素，并有角色养成、职业设计等元素。游戏发生在虚构浮空世界“阿特兰”，其中包含虚构飞艇、齿轮、机械等体现科学幻想和“魔导朋克”的美术风格的场景，箱庭探索使其世界的主要玩法。其中发生的主线剧情主要围绕其中的不明能量来源“晶核”和依据此种物质开展的科技革命展开。
格斗作为游戏的核心玩法之一，游戏内设置了完整的格斗交互反馈，在游戏中有较为完整的音效提示和“击飞”、“闪避”等战斗效果。游戏过程中，玩家可解锁至多10个技能从而丰富游戏体验。游戏设置了4种职业供玩家选择，分别为“剑士”、“魔导师”、“火枪手”、“魔偶师”，并拥有不同的玩法和技能。玩家完成职业选择后无法变更。游戏的商业设计种类丰富，主要集中在“装备”“时装”等完善玩家战斗能力的元素。游戏社交属性强，支持多人游戏，并包含“排位赛”模式，允许玩家进行玩家对战和玩家对抗环境等玩法。

## 开发
《晶核》由VI-GAMES开发，中国大陆公司字节跳动旗下朝夕光年发行，使用虚幻4引擎开发。游戏开发团队人数约200人，年龄差较大。开发过程中参考了韩国电子游戏《地下城与勇士》，并在战斗美术设计上参考了日本公司卡普空开发的鬼泣系列游戏。游戏项目组对游戏渲染风格设计偏向传统，采用饱和度及对比度高的场景和角色设计，从而减轻设备渲染压力和丰富并复杂化游戏场景。针对移动设备屏幕相对较小的劣势，开发者对按键布局进行了优化，使控制按键呈弧形分布，且合并了功能相似的按键，方便移动设备的游戏。2023年5月8日，上海科技公司逐点半导体宣布与游戏进行技术合作，集成该公司开发的软件开发工具包，减缓移动设备计算压力并提高游戏流畅性和视觉体验。
游戏的开发使用了虚幻专用服务器。此类工具拥有插件丰富、编辑器实用和源代码开源等优势，促进了游戏的开发进程。开发者在场景、战斗相关的功能实现上使用了该服务器，其他功能与游戏本地服务器进行连接。此种运行逻辑导致了客户端、服务端移动、技能预测不统一的程序错误。项目组通过重写移动模块从而弥补此类错误。游戏制作过程中，开发团队还遇到了角色数量多引起的系统承载过高的缺陷。针对此类问题，游戏系统将每100名玩家分离一个独立线程并运算，减少了系统占用高的缺陷。

## 宣传和发行
《晶核》于2023年7月14日登陆Microsoft Windows、iOS、Android，由朝夕光年发行。2021年8月，游戏于虚幻嘉年华首次曝光。游戏于2022年7月获得国家新闻出版署下发的版号，并被允许在中国大陆地区发行。同年9月9日，游戏发布了首个宣传片后开始其内部测试。同时，游戏邀请中国大陆视频平台Bilibili视频创作者“手工耿”和中国演员彭昱畅进行代言。遊戲在測試階段日均投放廣告素材約20組，遊戲上線前一天，投放量為800多組，公測首日投放了3700組素材。根據DataEye-ADX的統計數據，遊戲公測首週，主要在Bilibili投放廣告，占總投放四成，其次是穿山甲联盟，占總投放三成。朝夕光年母公司短視頻平台抖音也為遊戲提供「百万流量扶持」，7月12日遊戲開發組就加入了「抖音游戏发行人计划」。根据日本媒体4Gamer的报导，开发者正积极筹备游戏向中国大陆外地区拓展的工作。

## 评价和反响

### 评价
自《晶核》曝光以来，引发了部分媒体的关注。媒体游民星空的编辑超级无敌的栗子认为《晶核》美术风格设计“魔导朋克”极具风格化，此类风格构建的虚构大陆“阿特兰”是一个“魔法和机械相互碰撞”的世界。Gameres的丸子认为游戏使用传统的渲染方式使游戏内部分复杂的场景色彩分明，开发者对虚拟按键的优化可供行业参考。但该编辑认为游戏的开发和设计并非十分大胆，整体设计保守。4Gamer、游戏葡萄编辑蛋蛋Danielle、21财经的蔡姝越等媒体和编辑普遍认为《晶核》的游戏模式与韩国电子游戏《地下城与勇士》十分相似。日本媒体4Gamer在对游戏开发者的采访中指出游戏的视觉效果和动作都将受到日本游戏玩家的好评，且生成对游戏有很高的期望。媒体Gamelook认为，《晶核》是一款能够占有高市场份额并能够与其他优秀游戏竞争的实力的优秀作品。该媒体在另一篇文章中表示，《晶核》是2023年7月电子游戏界的最大“黑马”。21财经的蔡姝越认为游戏画面精致、打击感优秀。手游那点事认为游戏的用户界面设计极其出色，其较为完善的细节和和谐的配色与游戏主题贴合。游侠网认为游戏除玩家对战模式外没有短板。

### 流行度
《晶核》在发行时取得了较高的流行度，发行首日游戏取得了中国大陆地区下载量第一的成绩。据游戏官方的统计，游戏发行前的预约数超过900万。同时，苹果开发IOS内置软件App Store的编辑团队将《晶核》选为7月最佳游戏，并登上了其畅销榜前5。。根據七麥數據，遊戲在iOS端首週收入約830萬美元。